# Myrcza (przystanek kolejowy)
Myrcza (ukr. Мирча, cz. Mirča) – przystanek kolejowy w miejscowości Myrcza, w rejonie użhorodzkim, w obwodzie zakarpackim, na Ukrainie. Położony jest na linii Sambor – Czop.

## Historia
Przystanek istniał przed II wojną światową. W okresie przynależności tych terenów do Czechosłowacji nosił nazwę Mirča.